# 141ª Squadriglia
La 141ª Squadriglia fu un reparto attivo nella Regia Aeronautica.

## Storia

### Guerra d'Etiopia
Il 21 giugno 1936 arriva a Zula da Massaua la regia Giuseppe Miraglia (nave) nell'ambito della Guerra d'Etiopia. Viene costituita la 141ª Squadriglia idrovolanti AO con base a Zula (Massaua) con i CANT 25 al comando di Casimiro Babbi. Il 1 luglio 1936 viene chiusa la sezione autonoma di Massaua ed il personale viene preso in forza alla 141ª Squadriglia.
Al 1º ottobre 1936 è nel Comando settore aeronautico nord di Asmara sui CANT Z.501 disponibili dall'estate nel 79º Gruppo Ricognizione Marittima.
Il 31 maggio 1938 la 141ª Squadriglia viene sciolta.

### Seconda guerra mondiale
Al 10 giugno 1940 la 141ª Squadriglia Ricognizione operava con 4 CANT Z.501 a Cadimare nel 79º Gruppo Ricognizione Marittima per il Comando Dipartimento Marittimo Alto Tirreno nell'Aviazione ausiliaria per la Marina.
Il 12 luglio successivo si sposta all'Idroscalo di Brindisi dove all'8 settembre la 141ª Squadriglia Autonoma Ricognizione Marittima disponeva di 5 CZ 501 e 2 CANT Z.506 per il Dipartimento marittimo "Jonio e Basso Adriatico" dell'Arsenale militare marittimo di Taranto.
Al 15 ottobre 1943 era a Brindisi sui CZ 501 e CZ 506 nel II Raggruppamento idrovolanti.
Al 15 maggio 1944 era a Brindisi nel 83º Gruppo (poi 83º Centro C/SAR) ed al 2 maggio 1945 era con i CZ 506 nel LXXXIII Gruppo di Brindisi del Raggruppamento Idro.